# Herman Witsius
Herman Witsius (Enkhuizen, 12 februari 1636 – Leiden, 22 oktober 1708) was een Nederlands hoogleraar, predikant en theoloog.

## Leven en werk
Prof. ds. Witsius werd in 1636 te Enkhuizen geboren. Hij studeerde aan de universiteiten van Groningen, Leiden en van Utrecht. Na zijn studie werd hij predikant achtereenvolgens in de plaatsen Westwoud, Wormer, Goes en Leeuwarden. Nadien werd Witsius in 1675 hoogleraar aan de Universiteit van Franeker en vijf jaren later, in 1680, werd hij hoogleraar aan de Universiteit van Utrecht. In 1698 werd hij benoemd tot professor aan de Universiteit van Leiden. Witsius overleed in 1708 te Leiden.
In de tijd van Witisus was er een felle discussie onder theologen over het verbond en de sabbat. Gijsbertus Voetius en Johannes Coccejus waren de leiders van de twee kampen. Witsius zat tussen beide en nam een tussenpositie in. Hij identificeerde het verbond der werken met de wet en het genade verbond met de genade. Het verschil tussen de twee verbonden is dus die van genade en werken. Volgens Witsius gaat het genade verbond uit van de vervulling door Christus van het verbond der werken.
Zowel in stichtelijke als in wetenschappelijk opzicht was Witisus sterk beïnvloed door het puritanisme.

## Enkele publicaties
- (1654). De judaeorum et christianorum messia. Utrecht.
- (1655). De S.S. trinitate ex judaeis contra judaeos probanda. Utrecht.
- (1660). Judaeus christianizans circa principia fidei et S.S. trinitatem. Utrecht.
- (1665). De practijk des christendoms, voorgestelt in vragen en antwoorden, mitsgaders geestelijke printen van enen onwedergeboren op zijn beste en een wedergeboren op zijn slegtste. Utrecht.
- (1669). De twist des Heeren met sijn wijngaart (met J. van der Waeyen). Leeuwarden.
- (1670). Eene ernstige betuiginge aan de afdwalende kinderen der kerke, tot wederlegginge van de gronden van J. de Labadie en de sijne. Amsterdam.
- (1675). Afscheydtpredikatie. Leeuwarden.
- (1677). De oeconomia foederum Dei cum hominibus libri IV. Leeuwarden.
- (1681). Excercitationes sacrae in symbolum quod apostolorum dicitur et in orationem dominicam. Franeker.
- (1683). Aegyptiaca et Δεχάφυλον sive de Aegyptiorum sacrorum cum hebraicis collatione libri III. Amsterdam.
- (1687). Dissertatio epistolica ad Ulr. Huberum de S.S. auctoritate divina ex sola ratione adstruenda. Utrecht.
- (1690). Dissertationes duae de theocratia Israëlitarum et de Rechabitis. Utrecht.
- (1694). Excercitationum academicarum XII. Utrecht.
- (1695). Lijkrede op koningin Maria. Utrecht.
- (1700). Miscellanea sacra. Utrecht.
- (1703). Meletemata leidensia. Leiden.
- (1704). Disquisitio de Paulo Tarsensi, cive romano. Leiden.

- Bibsys: 99056132
- Bibliothèque nationale de France: cb16223704s (data)
- Biografisch Portaal: 32040005
- CiNii: DA1116397X
- Gemeinsame Normdatei: 129570516
- International Standard Name Identifier: 0000 0000 8394 8673
- Library of Congress Control Number: n85247750
- Nationale Bibliotheek van Tsjechië: ola364134
- Nationale bibliotheek van Australië: 35449335
- Nationale Bibliotheek van Israël: 987007270044805171
- Nationale en Universitaire bibliotheek Zagreb: 000767885
- Nederlandse Thesaurus van Auteursnamen: 070055254
- Réseau des bibliothèques de Suisse occidentale: 02-A000177062
- LIBRIS: 248804
- Système universitaire de documentation: 076774333
- Trove: 956839
- Virtual International Authority File: 74935527
- WorldCat: E39PBJwdjDdpfwVGVVyqG8TPwC